# Гаплогрупа E (Y-ДНК)
Гаплогру́па E (E-M96) — гаплогрупа людської Y-хромосоми. Є відгалуженням гаплогрупи DE. E-M96 сформувалася 65 200 років тому.
За даними Familytree DNA, 34 з 604 (5,6 %) чоловіків-українців є носіями E1b1b.

## Географічне й етнічне поширення

### Поширення E1b1b (M215)
Поза Європою M215 з високою частотою присутня у Марокко (понад 80 %), Сомалі (80 %), Ефіопії (40 %-80 %), Тунісі (70 %), Алжирі (60 %), Єгипті (40 %), Йорданії (25 %), Палестині(20 %) та Лівані (17,5 %).
У Європі найвища частота у Косово (понад 45 %), Албанії та Чорногорії (по 27 %), Болгарії (23 %), Македонії та Греції (по 21 %), Кіпрі (20 %), Сицилії (20 %), Південній Італії (18,5 %), Сербії (18 %) та Румунії (15 %).
Євреї-ашкеназі мають приблизно 20 % носіїв E1b1b, що майже повністю належать її галузі E-M123.

## Дерево гаплогрупи E (M96)
E-M96 сформувалася 65200 років тому. Загальний предок жив 52500 років тому.
Найближче розгалуження дерева E-M96:
- E-M96
  - P147 — E1
    - M132 — E1a; зустрічається у Західній Африці, і зараз має найбільше поширення (34 %) у Малі, марокканських берберів, сахраві, населення Буркіна-Фасо, північного Камеруну, Сенегалу, Судану та Єгипту
      - M44 — E1a1
        - Y15944 — E1a1a

      - Z958 — E1a2
        - CTS246 — E1a2a
        - Z5985 — E1a2b

    - P177 — E1b
      - Y38 — E1b1a; зустрічається майже виключно серед жителів Західної, Центральної та Південної Африки. Це єдина Y-гаплогрупа, що є загальною для всієї субсахарської Африки, а також для нащадків африканських рабів в Америці та на Карибських островах. В інших місцях вона зустрічається зі зникаючою частотою, і зазвичай її наявність пояснюється работоргівлею, яку вели араби в Середньовіччі.
        - M2 — E1b1a1; в популяціях Західної Африки сягає 80 %
        - M329 — E1b1a2; виявлений серед 1—3 % жителів Ефіопії й Катару

      - M215 — E1b1b; найбільш поширена гаплогруппа Y-хромосоми серед чоловіків у Ефіопії, Сомалі, Еритреї, у північноафриканських берберів та арабів, є одночасно 3-ю за поширення гаплогрупою у Західній Європі. Також вона часто зустрічається на Близькому Сході, звідки вона поширилася на Балкани і далі по Європі. Незвично високу для Європи (41 %) концентрацію E1b1b1 має субетнос пасьєго у іспанській Кантабрії.
        - M35 — E1b1b1; усі чоловіки-українці, носії гаплогрупи E відносяться до цієї гаплогрупи
        - V16 — E1b1b2

  - M75 — E2; виявлена у субсахарській Африці з найбільшою частотою у народів банту в Кенії й ПАР. Також виявлена у населення Буркіна-Фасо, Руанди, мальгашів у Мадагаскарі, фон у Беніні, народу іраку у Танзанії. Також з невеликою частотою — у Катарі, Омані (<5 %) та у народу оромо (<2 %) в Ефіопії, що можна пояснити работоргівлею, яку вели араби, а також просуванням на схід банту.
    - M41 — E2a
      - Y25335 — E2a1

    - M98 — E2b
      - CTS1307
        - M90 — E2b1

## Гаплогрупа E1 (P147)
E-P147 сформувалася 52500 років тому. Загальний предок жив 49 600 років тому.
Щодо часу формування серед генетиків немає єдиної думки. Це пов'язано з тим, що деякі дослідники при визначенні віку гаплогрупи використовують еволюційні поправки Животовського, які збільшують первинний вік приблизно в 2-3 рази. Проте інші дослідники не згодні з використанням цих поправок.
Гаплогруппа E1 зустрічається в Африці, Південно-Східній й Південній Європі та Західній Азії.

### E1a (M132)
E-M132 сформувалася 49600 років тому. Загальний предок жив 18700 років тому.
Гаплогруппа M132 зустрічається в Західній Африці, і зараз має найбільше поширення у Малі. Відповідно до одного з досліджень, гаплогруппа E1a-M132 представлена у 34 % (15 з 44) чоловічого населення Малі. Гаплогруппа E1a також була виявлена серед зразків, зібраних у марокканських берберів, сахраві, населення Буркіна-Фасо, північного Камеруну, Сенегалу, Судану та Єгипту.
У Європі поширена в італійській Калабрії (італійці та албанці).
Невелика присутність (<4 %) гаплогрупи E1a у Північній Африці та Європі пов'язують з торгівлею африканськими рабами.

### E1b (P177)
E-P177 сформувалася 49600 років тому. Загальний предок жив 42300 років тому.
До теперішнього часу не виявлено жодного випадку парарупи E1b*. Більшість носіїв гаплогрупи E відносяться до галузей цієї гаплогрупи. Носії галузей P177 населяють Африку, Південно-Східну й Південну Європу та Західну Азію.
У гаплогрупі домінує галузь E1b1 (E-P2 або E-PN2), частота якої набагато перевищує частоту усіх інших галузей. Інша галузь E1b2 (P75), зустрічається набагато рідше.

#### E1b1b (M215)
E-M215 сформувалася 42300 років тому. Загальний предок жив 34800 років тому.
E-M215 найбільш поширена гаплогруппа Y-хромосоми серед чоловіків у Ефіопії, Сомалі, Еритреї, у північноафриканських берберів та арабів, є одночасно 3-ю за поширення гаплогрупою у Західній Європі. Також вона часто зустрічається на Близькому Сході, звідки вона поширилася на Балкани і далі по Європі. Незвично високу для Європи (41 %) концентрацію E1b1b1 має субетнос пасьєго в іспанській Кантабрії.
Найближче розгалуження дерева E-M215:
- M215
  - M35 — усі чоловіки-українці, носії гаплогрупи E відносяться до цієї гаплогрупи
    - L539
      - M78
        - Z1919 — більша частина українців з гаплогрупою E належать до цієї галузі
        - Z1902
        - M521

      - V1039

    - Z827
      - Z830
        - PF1962 — менша частина українців з гаплогрупою E належать до цієї галузі
        - V1515

      - L19
        - M81
        - PF2431

  - V16

## Гаплогрупа E2 (M75)
E-M96 сформувалася 52500 років тому. Загальний предок жив 38300 років тому.
Зустрічається у субсахарській Африці, як на сході, так і на заході. Найвища концентрація гаплогрупи E2 виявлена серед народів банту, які проживають в Кенії й ПАР. Із середньою частотою ця гаплогрупа виявлена у населення Буркіна-Фасо, хуту й тутсі у Руанді, мальгашів у Мадагаскарі, фон у Беніні, народу іраку у Танзанії. Рідше гаплогрупа поширена в окремих койсанських популяціях у Судані, на півночі Камеруну і в Сенегалі.
Також з невеликою частотою — у Катарі, Омані (<5 %) та у народу оромо (<2 %) в Ефіопії, що можна пояснити работоргівлею, яку вели араби, а також просуванням на схід банту.